# Pseudosmittia kamicedea
Pseudosmittia kamicedea är en tvåvingeart som beskrevs av Sasa och Hirabayashi 1993. Pseudosmittia kamicedea ingår i släktet Pseudosmittia och familjen fjädermyggor. Inga underarter finns listade i Catalogue of Life.